# جورج فينتر (رائد أعمال)
جورج فينتر (بالألمانية: Georg Winter)‏ هو محامي ورائد أعمال وشاعر ألماني، ولد في 1941 في هامبورغ في ألمانيا.